# Troccoli
I troccoli sono un formato di pasta fresca, dei tagliolini rustici e spessi, tipici del distretto storico-culturale della Capitanata, territorio sostanzialmente equivalente all'odierna provincia di Foggia.

## Il piatto
I troccoli prendono il nome dallo strumento con cui vengono tagliati: il troccolaturo, una sorta di mattarello avente delle lame circolari, con il quale si taglia la massa in strisce sottili circa 3-5 mm.
L'impasto dei tagliolini è a base di semola di grano duro, farina di grano 00, acqua e, talvolta, anche albumi d'uovo. È una pasta che richiede rigorosa cottura al dente e si sposa bene con condimenti ricchi e sughi importanti.
A Foggia, dove pare i troccoli siano nati e dove conoscono la maggior diffusione, essi vengono consumati principalmente con il ragù della domenica (preparato con carne di maiale, braciole di cavallo, pancetta farcita, salsicce ecc.), ma non è raro trovarli anche accompagnati ai funghi caldarelli tipici del luogo o, sul Gargano, ai frutti di mare.
Piatto correlato, tipico dell'Abruzzo come del Molise, sono gli spaghetti alla chitarra, con cui talvolta i troccoli vengono confusi.

## Il troccolaturo
Il troccolaturo è un utensile da cucina di antico uso in Italia. Nella sua Opera dell'arte del cucinare, pubblicata nel 1570, Bartolomeo Scappi già menzionava questo strumento sotto il nome di "ferro da maccheroni", riportando un'incisione illustrante il modo in cui l'utensile appariva in quel tempo. Era sostanzialmente un mattarello di metallo, materiale che venne gradualmente sostituito dal legno duro. Oggi si trovano entrambi i tipi, specialmente in legno di faggio e in bronzo.

## Etimologia
I nomi "troccolo" e "troccolaturo" derivano dal latino torculum ("torchio" o, in passato, "torcolo"), il quale a sua volta proviene dal verbo torquere ("torcere"). Il legame etimologico è più evidente a Cerignola, dove nella cucina locale i troccoli e il troccolaturo sono anche detti, rispettivamente, "torchi" e "torchio".